# Trubiivka, Rujîn
Trubiivka (în ucraineană Трубіївка) este un sat în comuna Verbivka din raionul Rujîn, regiunea Jîtomîr, Ucraina.

## Demografie
Componența lingvistică a localității Trubiivka
     Ucraineană (99,2%)
     Alte limbi (0,8%)
Conform recensământului din 2001, majoritatea populației localității Trubiivka era vorbitoare de ucraineană (99,2%), existând în minoritate și vorbitori de alte limbi.